# Madagascar en los Juegos Olímpicos de Tokio 2020
Madagascar estuvo representado en los Juegos Olímpicos de Tokio 2020 por seis deportistas, cuatro hombres y dos mujeres, que compitieron en cuatro deportes.
Los portadores de la bandera en la ceremonia de apertura fueron el halterófilo Tojonirina Andriantsitohaina y la yudoca Damiella Nomenjanahary. El equipo olímpico malgache no obtuvo ninguna medalla en estos Juegos.